# Episodi de La famiglia Brady (quarta stagione)
La quarta stagione della serie televisiva La famiglia Brady è stata trasmessa in anteprima negli Stati Uniti d'America dalla ABC tra il 22 settembre 1972 e il 23 marzo 1973.
| nº | Titolo originale                    | Titolo italiano | Prima TV USA      | Prima TV Italia |
| -- | ----------------------------------- | --------------- | ----------------- | --------------- |
| 1  | Hawaii Bound                        |                 | 22 settembre 1972 |                 |
| 2  | Pass the Tabu                       |                 | 29 settembre 1972 |                 |
| 3  | The Tiki Caves                      |                 | 6 ottobre 1972    |                 |
| 4  | Today, I Am a Freshman              |                 | 13 ottobre 1972   |                 |
| 5  | Cyrano de Brady                     |                 | 20 ottobre 1972   |                 |
| 6  | Fright Night                        |                 | 27 ottobre 1972   |                 |
| 7  | The Show Must Go On??               |                 | 3 novembre 1972   |                 |
| 8  | Jan, the Only Child                 |                 | 10 novembre 1972  |                 |
| 9  | Career Fever                        |                 | 17 novembre 1972  |                 |
| 10 | Goodbye, Alice, Hello               |                 | 24 novembre 1972  |                 |
| 11 | Greg's Triangle                     |                 | 8 dicembre 1972   |                 |
| 12 | Everyone Can't Be George Washington |                 | 22 dicembre 1972  |                 |
| 13 | Love and the Older Man              |                 | 5 gennaio 1973    |                 |
| 14 | Law and Disorder                    |                 | 12 gennaio 1973   |                 |
| 15 | Greg Gets Grounded                  |                 | 19 gennaio 1973   |                 |
| 16 | Amateur Nite                        |                 | 26 gennaio 1973   |                 |
| 17 | Bobby's Hero                        |                 | 2 febbraio 1973   |                 |
| 18 | The Subject Was Noses               |                 | 9 febbraio 1973   |                 |
| 19 | How to Succeed in Business?         |                 | 23 febbraio 1973  |                 |
| 20 | The Great Earring Caper             |                 | 2 marzo 1973      |                 |
| 21 | You're Never Too Old                |                 | 9 marzo 1973      |                 |
| 22 | You Can't Win 'Em All               |                 | 16 marzo 1973     |                 |
| 23 | A Room at the Top                   |                 | 23 marzo 1973     |                 |